# 더 스튜디오
《더 스튜디오》(영어: The Studio)는 애플 TV+에서 2025년 3월부터 방영된 미국의 풍자, 코미디 드라마이다.